# Tập đoàn FAW

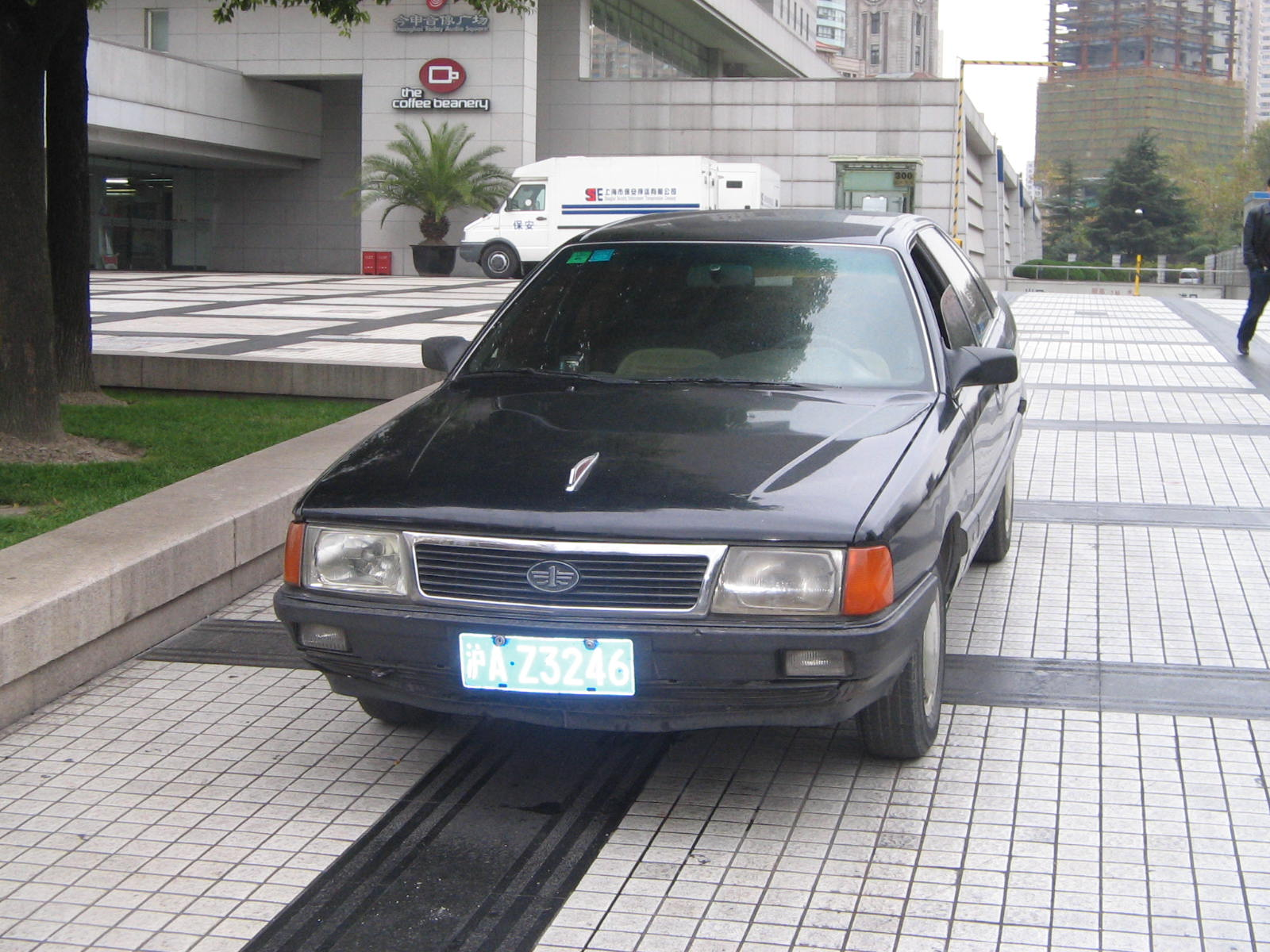
FAW gần Quảng trường Nhân dân ở Thượng Hải.

Tập đoàn FAW (tiếng Anh: China FAW Group Corp., Ltd. (First Automobile Works); Tập đoàn Ô tô Đệ nhất) là nhà sản xuất ô tô đầu tiên của Trung Quốc. FAW là một trong năm nhà sản xuất ô tô lớn của Trung Quốc cùng với Dongfeng Motor Corporation, Shanghai Automotive Industry Corporation, Chang'an Motors, và Chery Automobile. Công ty được thành lập năm 1953 với nhiều loại sản phẩm như Jiaxing mini MPV, Xiali và loại xe hạng sang Hongqi.

## Lịch sử
Tập đoàn FAW bắt đầu được xây dựng năm 1953 với tên gọi Xưởng ô tô đệ nhất với sự hỗ trợ của ZIL và hoàn thành năm 1956. Trong 30 năm đầu tiên, các sản phẩm chính của công ty là xe tải hạng trung Giải Phóng CA-10, chiếc ô tô đầu tiên được sản xuất hàng loạt tại Trung Quốc dựa trên mẫu ZIS-150. Nhiều năm sau khi chiếc CA-10 ra đời, họ giới thiệu chiếc xe tải quân sự 6x6 CA-30 dựa trên chiếc ZIL-157. Thế hệ tiếp sau của loạt Giải Phóng, chiếc CA-141 xuất xưởng năm 1988. Năm 1991, FAW đã lập liên doanh với Volkswagen và bắt đầu chú trọng vào sản xuất xe con. Từ đó, họ đã lập các liên doanh khác với các đại gia xe hơi như Toyota và Mazda. Cùng lúc đó, FAW vẫn duy trì nhãn hiệu xe Hồng Kỳ của họ từ năm 1958. Thông qua quá trình mua lại và mở rộng, FAW đã trở thành một trong ba nhà sản xuất ô tô hàng đầu tại Trung Quốc. (Hai công ty kia là Shanghai Automotive Industry Corporation và Dongfeng Motor Corporation). Tới năm 2004, số lượng xe bán ra của công ty đã vượt quá 1 triệu chiếc.

## Giải thích logo

### Biểu tượng
Biểu tượng là sự kết hợp từ Trung Quốc "一汽"(có nghĩa "Tập đoàn FAW Trung Quốc") đã được biến đổi bề ngoài, từ tiếng Trung "一" có nghĩa "đệ nhất" và "汽" có nghĩa "ô tô", thể hiện một con diều hâu sải cánh.

### Ý nghĩa
FAW bay qua những bầu trời rộng của thế giới, sải cánh và vút cao xa vào bầu trời xanh rộng.

## Công nghệ
Năm 1988, Chrysler bán hầu hết thiết bị máy, cũng như giấy phép xản xuất theo mẫu, chiếc K-car 2.2 L động cơ 4 thẳng hàng cho FAW.

## Hồng Kỳ
FAW Hồng Kỳ ("Cờ Đỏ" trong tiếng Trung Quốc) là mẫu xe hạng sang của FAW. Nó ra đời năm 1958, đầu tiên theo mẫu limousines của Nga nhưng sau này tích hợp cả các thiết kế của Audi và Lincoln. FAW gần đây đã sản xuất chiếc Hồng Kỳ HQ3 (dựa trên mẫu Toyota Crown). Tại Thượng Hải Auto Show năm 2005, công ty đã giới thiệu chiếc concept Hồng Kỳ HQD, với các thiết kế dựa trên chiếc Hồng Kỳ CA770 limousine. Tại Bắc Kinh Auto Show năm 2008, FAW cũng giới thiệu mẫu concept Hồng Kỳ HQE và Hồng Kỳ SUV.

## Haima
Tuy FAW Mazda là một liên doanh với Mazda sản xuất xe Mazda tại Trung Quốc, và bán dưới thương hiệu Mazda, xe FAW Haima mang các dấu hiệu cơ khí của xe Mazda và được bán dưới thương hiệu Haima. FAW Haima Motor Co là một chi nhánh của FAW, có trụ sở trên Đảo Hải Nam phía Nam Trung Quốc. "Haima" là tên ghép giữa "HẢI Nam" và "MAzda." Hainan Auto Works khởi đầu là một liên doanh với Mazda đầu thập niên 1990, và sản xuất các mẫu xe dựa trên mẫu Mazda như chiếc Hainan CA7130 dựa theo Mazda 323. Hainan Auto Works đã bị FAW thâu tóm cuối thập niên 1990. FAW có một liên doanh khác với Mazda, hiện sản xuất mẫu Mazda6 tại Tỉnh Jilin. Haima từ đó được tái xuất như một nhãn hiệu riêng biệt tương tự như Xiali và Hồng Kỳ, với những mẫu xe do họ tự thiết kế. Chiếc đầu tiên là Haima Family II, một chiếc sedan bốn cửa dựa trên Mazda Protege.

## Besturn
FAW gần đây chế tạo FAW Besturn (dựa trên Mazda 6), cũng được gọi là FAW Benteng. Chiếcxe nhỏ dòng Besturn B50 hiện được bán tại Trung Quốc.

## Liên doanh
FAW điều hành nhiều liên doanh tại Trung Quốc. Sihuan FAW Toyota Motor (Thành phố Trường Xuân, Tỉnh Jilin) sản xuất loại Toyota Prius cho thị trường Trung Quốc. FAW-Volkswagen và Audi sản xuất tại Thành phố Trường Xuân chiếc FAW-VW Jetta, Bora, Sagitar, Audi A4 và Audi A6L (một phiên bản chiều dài cơ sở lớn của A6). FAW cũng có một liên doanh tại Nga với Hebei Zhongxing tại Altaysky Kray sản xuất các phiên bản địa phương của chiếc Zhongxing Admiral. Tianjin Xiali sản xuất Miles ZX40, một phiên bản chạy điện của chiếc Daihatsu Move đã trở thành chiếc xe đầu tiên xản xuất tại Trung Quốc được bán ở Hoa Kỳ khi nó được giới thiệu hồi giữa năm 2006 bởi Miles Automotive Group.

### Danh sách các liên doanh
- FAW Jiefang Automobile Company
- FAWER Automobile Parts Company
- FAW Car Company
- FAW Haima Motor Co
- Changchun FAW Sihuan Automobile Company
- FAW-Volkswagen Automobile Company
- Tianjin FAW Xiali Automobile Company
- Tianjin FAW Toyota Motor Company

## Nhà máy FAW tại Mexico
Ngày 22 tháng 11 năm 2007, FAW và Grupo Salinas đã ký một thoả thuận xây dựng một nhà máy tại Michoacan, México, sẽ hoàn thành năm 2010. Khi nhà máy mở cửa FAW sẽ trở thành nhà sản xuất ô tô Trung Quốc thứ hai có nhà máy bên ngoài Trung Quốc và là công ty đầu tiên mở cửa một nhà máy trong khu vực NAFTA. Cùng với thoả thuận xây dựng nhà máy Grupo Salinas nói rằng họ sẽ nhập khẩu xe hơi và bán chúng tại các cửa hàng Elektra của họ trên khắp Mexico, công việc đã bắt đầu năm 2008. (Dù họ không phải là công ty Trung Quốc đầu tiên bán xe ở Mexico bởi nhiều công ty đã bán xe cộ nhập từ Trung Quốc). Tại Mexico City xe hơi được bán thông qua các cửa hàng độc quyền Elektra trong khi ở những nơi khác xe được bán thông qua các đại lý. Năm mẫu với giá trong khoảng US$7000 tới US$12,000.